# Нава, Кохэй
Кохэй Нава (яп. 名和晃平, р. 1975, Осака, Япония) — японский скульптор.

## Биография
В детстве увлекался рисованием, любил «мастерить новые вещи». В школе начал заниматься бейсболом и регби. Поступив в университет, серьёзно занялся учёбой, хотя, как говорил позднее, в то время он не представлял, чем будет заниматься в будущем.
Окончил факультет изящных искусств Киотского университета искусств, отделение скульптуры в 1998 году со степенью бакалавра. Продолжил обучение в Королевском колледже искусств (RSA) в Великобритании в 1999 году. Получил докторскую степень по скульптуре в аспирантуре RSA в 2003 году. Профессор Киотского университета искусств и дизайна.
С 1999 года Кохэй Нава принимает участие в групповых выставках.
Директор творческой платформы SANDWICH (дизайн и архитектура), основанной им в 2009 году. Размещается в реконструированном здании бывшей сэндвич-фабрики на берегу реки Удзи в районе Фусими (Киото). В здании располагаются студии, офисы, многоцелевые помещения, а также жилые помещения. Здесь собираются художники разных направлений, в том числе художники, дизайнеры и архитекторы, близкие к Кохэю Нава. SANDWICH это место встреч молодых художников из Японии и других стран, здесь они общаются и работают над совместными проектами.
Работы Нава находятся в собраниях Музея современного искусства (Токио), Художественного музея Мори, Музея Метрополитен (Нью-Йорк), Художественной галереи Квинсленда и Национальной галереи Виктории.
Персональные выставки: Synthesis (2009, при финансовой поддержке Hermés Foundation); «Kohei Nawa — Synthesis» Музей современного искусства в Токио (2011). В 2013 году Нава принял участие в «Проекте Inujima 'Art House'» и «Aichi Triennale 2013».
Лауреат Гран-при 14-й Азиатской биеннале искусства (2010).

## Творчество
Многие годы работает над серией произведений PixCell, в которой исследует чувственное созерцание и восприятие, раскрывая неоднозначность, на которой базируются «истина и реальность». В названии серии объединены два понятия: разрешения цифрового изображения и биологической клетки, формирующей органический мир. Нава черпает вдохновение в простейших составляющих жизни и рассматривает зависимость современного мира от получения информации через пиксели — изображений с камер, смартфонов и прочих технических устройств, которые фиксируют и отображают окружающее, но также искажают мир, в котором существует человек. Деконструируя границы «между формой и содержанием, иллюзией и истиной», серия PixCell может служить примером «знакового magnum opus в современном искусстве XXI века».
В последние годы он также работал над архитектурными проектами, такими как художественный павильон «Kourin». С 2015 года он исполняет перформанс «VESSEL» в сотрудничестве с бельгийским хореографом и танцором Дэмьеном Жале как в Японии, так и за рубежом. В 2018 году он провел специальную выставку скульптуры «Трон» внутри пирамиды Лувра во Франции.